# Saint Cecilia
Saint Cecilia är en EP av det amerikanska rockbandet Foo Fighters, utgiven som gratis digital nedladdning den 23 november 2015. EP:n var från början menad att utges som ett tack till bandets fans, men tillägnades även offren för den islamistiska terrorattacken i Paris i november 2015. Singeln "Saint Cecilia" nådde tredje plats på Billboards Hot Mainstream Rock Tracks.

## Låtlista
Alla låtar är skrivna och komponerade av Foo Fighters. 
| Nr           | Titel                | Längd |
| ------------ | -------------------- | ----- |
| 1.           | Saint Cecilia        | 3:40  |
| 2.           | Sean                 | 2:11  |
| 3.           | Savior Breath        | 3:11  |
| 4.           | Iron Rooster         | 4:11  |
| 5.           | The Neverending Sigh | 4:45  |
| Total längd: | Total längd:         | 17:48 |

## Medverkande
Foo Fighters
- Dave Grohl – gitarr, sång, percussion på "Saint Cecilia", piano på "Iron Rooster"
- Chris Shiflett – gitarr
- Pat Smear – gitarr
- Nate Mendel – basgitarr
- Rami Jaffee – keyboard
- Taylor Hawkins – trummor, bakgrundssång på "Sean" och "Iron Rooster", percussion på "Iron Rooster", piano på "Iron Rooster"

Övriga
- Ben Kweller – bakgrundssång på "Saint Cecilia"
- John Lousteau – percussion på "Iron Rooster"